# Centrolene medemi
"Centrolene" medemi
Espèce
Synonymes
- Centrolenella medemi Cochran & Goin, 1970

Statut de conservation UICN

 DD  : Données insuffisantes
"Centrolene" medemi est une espèce d'amphibiens de la famille des Centrolenidae. Depuis la redéfinition du genre Centrolene, il est évident que C. medemi n'appartient pas à ce genre mais aucun autre genre n'a pour l'instant été proposé de manière formelle.

## Répartition
Cette espèce se rencontre de 1 100 à 1 800 m d'altitude, :
- en Équateur dans la province de Napo sur le versant amazonien de la cordillère Orientale ;
- en Colombie dans les départements de Tolima et de Caquetá sur la cordillère Orientale.

## Description
L'holotype mesure 26,1 mm

## Étymologie
Cette espèce est nommée en l'honneur de Federico Medem.

## Publication originale
- Cochran & Goin, 1970 : Frogs of Colombia. United States National Museum Bulletin, vol. 288, p. 1-655 (texte intégral).